# 馬頎
馬頎（1609年5月22日—1655年），字人表，號蓼龕，河南開封府杞縣人，清朝政治人物。

## 生平
馬頎個性英敏，幼年失去父親，由母親親自教育，文章詩畫皆精，甫成年即入讀縣學，每次科考都名列前茅，崇禎十六年（1643年）河南補行壬午科鄉試，馬頎中舉人。清順治三年（1646年）成進士，先在工部觀政，授江南淮安府推官，以寬大審理案件，讓吏民馴服；淮安有三城，兵民雜處，他能調和兩者，商人欣然復業。崇禎五年（1648年），任江南鄉試同考官，被嫉妒者中傷，次年拾遺，降調為大名府經歷，他大為怨憤，數月後病卒，人們皆以為惋惜。

## 家族
曾祖馬太極，生員；祖父馬高振，生員；父馬之驊。

## 引用
1. 1 2  《順治三年丙戌科進士三代履歷》：馬頎，曾祖太極，生員；祖高振，生員；父之驊。蓼龕，易二房，己酉四月十九日生，杞縣人，壬午三十名，會試一百四十三名，三甲三十名，工部觀政，授江南淮安府推官，戊子本省同考，己丑拾遺。
2. ↑  乾隆《杞縣志·卷十四·人物志二》：馬頎，字人表，性英敏，早孤母教之，不肅而成，然樂縱觀弗屑，章句旁及書畫，丹鉛篆隸悉究心窮其精妙，弱冠補邑庠弟子員，試輒冠軍，舉國朝首科進士，授淮南府推官，頎舊嘗遊其地，風土頗悉，蒞任時當草昧，人惑岐趨，頎一以寬大治之，吏民馴服。淮設三城舊制，督撫建牙舊城，遠督漕運，近防海陬，國初更增部堂，創署新城以鎮撫之，由是三城兵民雜處，囂呼紛錯又值海上風變，環淮屬邑俱已騷動嚮應，頎移署坐鎮，危城始安，又為設法調和軍民，商賈始熙然就業，未幾為忌者所中，竟坐移鎮事左遷大名府經厯，頎恚甚之，官未數月病卒，士論惜之。